# 加曽利康之
加曽利 康之（かそり やすゆき）は、日本の男性作曲家・編曲家。青山学院大学経済学部卒。洗足学園大学客員教授。聖徳大学講師。エレクトーン奏者であり、1980年インターナショナルエレクトーンフェスティバルではグランプリ受賞。エレクトーン奏者としてのコンサート活動は国内外で2,000回を超える。またNHKニュースワイド テーマ曲の作曲でも知られる。